# Carta de Amiens
Carta de Amiens é o nome com que ficou conhecida a declaração produzida pelo 9o, Congresso da CGT francesa, ocorrido na cidade de Amiens, em 1906.
Ela estabeleceu dois objetivos básicos para o movimento dos trabalhadores:
1. A defesa de suas exigências imediatas e diárias (jornada de 8 horas e aumento dos salários)
2. A luta pela transformação global da Sociedade, em completa independência dos partidos políticos e do Estado.
Pontos importantes dessa Declaração foram:
- O reconhecimento explícito da Luta de Classes
- A afirmação da independência de ação dos sindicatos, relativamente aos partidos políticos (Apoliticismo)
- Promover o fim do trabalho assalariado e o fim da classe empregadora
- A separação entre Economia e Política, considerando-se a primeira o âmbito de interesse (e, portanto, de ação) dos trabalhadores, e a segunda contrária a esses interesses.
A Carta de Amiens tornou-se a pedra angular da tradição sindical francesa, sobretudo no que diz respeito à sua proclamação de autonomia dos sindicatos em relação aos partidos políticos, embora, após a Segunda Guerra Mundial, a CGT viesse a se aproximar do Partido Comunista Francês.